# Fort Gibson
Fort Gibson ist ein historischer Militärposten unweit der heutigen Ortschaft Fort Gibson im Muskogee County in Oklahoma. Er bewachte von 1824 bis 1888 die Westgrenze Amerikas im Indianerterritorium. Zum Zeitpunkt seiner Errichtung war Fort Gibson der westlichste Militärposten der Vereinigten Staaten. Er bildete ein Glied einer von Norden nach Süden reichenden Kette von Befestigungen, deren Zweck es war, entlang der Frontier im Amerikanischen Westen den Frieden sicherzustellen und die südwestliche Grenze des Louisiana Purchase zu bewachen. Das Fort war in seiner friedenserhaltenden Mission insofern erfolgreich, als dass in dem Bereich keine Massaker oder Schlachten geführt wurden.  Die Stätte des Forts wird heute von der Oklahoma Historical Society als Fort Gibson Historical Site verwaltet. Sie ist eine National Historic Landmark.

## Erbauung des Forts
Colonel Matthew Arbuckle kommandierte das 7th Infantry Regiment aus Fort Smith.  Er verlegte einen Teil seiner Truppen, um am 1. April 1824 Cantonment Gibson am Ufer des Grand River zu gründen, nur wenig oberhalb dessen Mündung in den Arkansas River. Dieser Stützpunkt war Teil einer Serie von Forts, die von den Vereinigten Staaten gegründet wurden, um seine westliche Grenze und den ausgedehnten Louisiana-Landkauf abzusichern. Die United States Army gab dem Fort den Namen nach dem damaligen Oberst und späteren General George Gibson, Commissary General of Subsistence. Der Posten begann 1824 mit der Aufnahme von meteorologischen Beobachtungen, und die Aufzeichnungen sind die ältesten bekannten Wetteraufzeichnungen in Oklahoma. Colonel Arbuckle gründete außerdem Fort Towson im südlichen Indianerterritorium. In den Anfangsjahren von Fort Gibson bauten die Truppen Palisaden, Truppenunterkünfte, andere Einrichtungen und Straßen. Sie beruhigten außerdem den Konflikt zwischen der Osage Nation, die sich seit dem 17. Jahrhundert in dem Gebiet aufhielt, und den frühesten siedelnder westlicher Gruppen der Cherokee Nation.

## Vertreibung der Indianer
Im Jahr 1830 verabschiedete der Kongress der Vereinigten Staaten den Indian Removal Act, der eine neue Mission für Cantonment Gibson vorsah. Zwei Jahre später benannte die Army den Militärposten um in Fort Gibson, um damit dem Wechsel von einem temporären Außenposten in eine halbwegs dauerhafte Garnison Rechnung zu tragen. Die hier stationierten Soldaten hatten zunehmend mit aus den östlichen Staaten  vertriebenen Indianern zu tun, die sich über Feindlichkeiten seitens der Osagen und anderer in der Region beheimateter Prärie-Indianer beklagten.  Montfort Stokes, der frühere Gouverneur von North Carolina, setzte in Fort Gibson eine Kommission ein, um diese Probleme zu lösen, und seine Arbeit wurde durch die Truppen des Forts unterstützt. Der amerikanische Autor Washington Irving begleitete 1832 Truppen, welche die südlichen Ebenen westlich von Fort Gibson erkundeten. Diese Erkundung und eine weitere im Jahr 1833 erbrachten beide keinerlei signifikante Spuren nomadischer Indianerstämme in der Gegend; Irving schrieb 1835 über seine Erlebnisse auf dieser Reise in A Tour of the Prairies.
General Henry Leavenworth führte 1834 die First Dragoon Expedition auf einer Friedensmission nach Westen. Der Künstler George Catlin zog mit den Dragonern und führte verschiedene Studien dabei durch. General Leavenworth starb während des Marsches, sodass Colonel Henry Dodge das Kommando übernahm. Die Expedition stellte erstmals Kontakt her zu und verhandelte den ersten Vertrag mit den umherziehenden Indianerstämmen. Schwächende Fieber befielen und töteten viele der Männer auf diesen Expeditionen und stellten eine größere Gefahr dar, als die indigenen Indianer. Ein Offizier von West Point, der nach Fort Gibson abkommandiert war, stellte fest, dass für die Soldaten in den 1830er Jahren die Teilnahme an den Expeditionen in die Prärien „ein wahrhaftiges Todesurteil“ war. In diesen Jahren bauten die Soldaten in Fort Gibson Straßen, versorgten ankommende Indianer, die aus den östlichen Staaten vertrieben wurden, und versuchten, den Frieden zwischen den rivalisierenden Stämmen und Gruppierungen zu sichern, insbesondere zwischen den Osage und den aus dem Süden ins Indianerterritorium vertriebenen Cherokee.
Während des Texanischen Unabhängigkeitskrieges schickte die Regierung die meisten in Fort Gibson stationierten Truppen in die Grenzregion zu Texas. Ihre Abwesenheit schwächte die Militärkraft und die friedenserhaltenden Möglichkeiten in Fort Gibson, doch konnte die verkleinerte Garnison die Stabilität in der Region erhalten.
Auf dem Höhepunkt der Vertreibung der Indianer in den 1830er Jahren gehörte die Garnison in Fort Gibson zu den größten des Landes. Zu den hier zumindest kurzzeitig stationierten Soldaten gehörten Stephen W. Kearny, Robert Edward Lee und Zachary Taylor. Die Army stationierte Jefferson Davis, den späteren Präsidenten der Konföderierten Staaten von Amerika, und über hundert weitere Kadetten von West Point in dem Fort. Auch Nathan Boone, der Sohn des Entdeckers Daniel Boone, war hier stationiert. Sam Houston aus Tennessee besaß einen Handelsposten in dem Gebiet, bevor er später nach Texas ging.
Bei einem bitter umstrittenen Zusammentreffen in Fort Gibson akzeptierte die Mehrheit der Muskogee 1836 die bestehende Stammesregierung unter der Führung von Chilly McIntosh, Sohn von William McIntosh, und seiner Gruppe. Colonel Arbuckle versuchte, den stammesinternen Streit innerhalb der Cherokee einzudämmen, doch Chief John Ross und seine Anhänger weigerten sich, die von früher im Indianerterritorium angekommenen Siedlern aufgestellte Verwaltung anzuerkennen. Nachdem die Seminolen in Florida der US-Army in den Seminolenkriegen unterlegen waren, trafen viele von ihnen „verbittert und entmutigt“ im Indianerterritorium ein. Die Offiziellen in Fort Gibson verhinderten Blutvergießen und Uneinigkeit unter den Indianern.

## Befriedung und erste Aufgabe des Stützpunktes
Als Colonel Arbuckle Fort Gibson 1841 verließ, berichtete er, dass er trotz der Ankunft von 40.000 negativ eingestellten Indianern aus dem Osten „den Frieden an dieser Grenze erhalten habe und zu keiner Zeit die Weißen an unserer Grenze oder die Roten an dieser Grenze in einem größeren Zustand der Ruhe und Sicherheit verbracht haben, als sie jetzt erleben“. Die hierher vertriebenen Indianer verloren nach und nach den Wunsch nach militärischem Schutz.
Unter den Händlern, die in Fort Gibson ihre Geschäfte betrieben, war John Allan Mathews, der verheiratet war mit der Halb-Osagin Sarah Williams, der Tochter von William S. Williams.
In den 1850er Jahren beklagten sich die Cherokee über den Alkohol und die Bordelle in Fort Gibson. Sie versuchten, den Verkauf von Alkohol an ihre Stammesangehörigen zu unterbinden. Die Cherokee verlangten schließlich vom Kongress die Schließung des Forts, und das Kriegsministerium folgte ihrem Wunsch. Am 7. Mai 1857 erließ Brevet Lt. General Winfield Scott die General Orders No. 6, woraufhin das Fort aufgegeben wurde. Die Cherokee erhielten das Eigentum am Fort übertragen und gründeten an dieser Stelle das Dorf Kee-too-wah. Es wurde ein Zentrum von Traditionalisten und schließlich ein von den Bundesbehörden anerkannter unabhängiger Stamm der Cherokee.

## Sezessionskrieg
Während des Sezessionskrieges besetzten Unionstruppen von Zeit zu Zeit den Posten. Im Sommer 1862 schlugen die Unionstruppen den Versuch einer Invasion der Konföderierten in das Indianerterritorium zurück. Sie verließen das Fort und zogen sich nach Kansas zurück. Im April 1863 besetzte Colonel William A. Phillips von der Indian Home Guard (Union Indian Brigade) Fort Gibson erneut und hielt es bis zum Kriegsende in den Händen der Union. Die Army benannte das Fort für eine kurze Zeit um in Fort Blunt, um Brigadier General James G. Blunt, den Kommandeur des Department of Kansas, zu ehren. Das Fort dominierte die Kreuzung zwischen dem Arkansas River und der Texas Road, doch griffen die Konföderierten das Fort nicht an, obwohl ein Angriff auf unweit grasende Viehherden des Forts zu einem Zusammenstoß in der Schlacht von Fort Gibson führte. Die Truppen unter General Blunt marschierten im Juli 1863 südwärts und waren in der Schlacht von Honey Springs siegreich, der bedeutendsten Schlacht im Indianerterritorium.
Im Sommer 1864 kam ein Dampfboot mit tausend Fässern Mehl und 15 Tonnen Schinken den Arkansas River herauf, um die Unionstruppen in Fort Gibson zu versorgen. Cherokee Gen. Stand Waite, der weitgehend vom Rest der konföderierten Truppen abgeschnitten war, wollte das Boot nicht versenken, sondern mitsamt der Nahrungsmittel und Ausrüstung an Bord kapern. Die daraus folgende Schlacht ist die einzige in der Geschichte des Indianerterritoriums, in der die Flotte involviert war.
Nach dem Sezessionskrieg hielt die US Army Fort Gibson zunächst besetzt. Die amerikanischen Soldaten versuchten erst 1870, einen dauerhaften Frieden mit den Indianerstämmen der südlichen Prärien zu pflegen, doch der Großteil dieser Aufgabe verlagerte sich zu Forts, die noch weiter westlich lagen. 1871 wurde der Großteil der Besatzung von Fort Gibson an andere Standorte verlegt. Nur ein Quartiermeister mit zugehöriger Abteilung verblieb vor Ort.

## Kavalleriemission

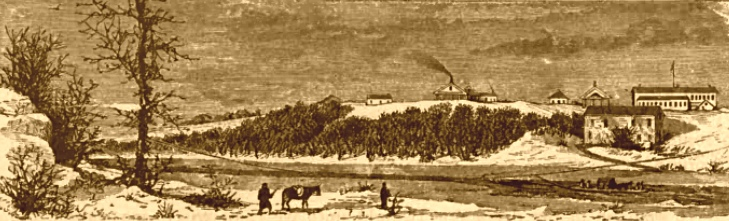
Ft. Gibson in the 1870er Jahren

Im Jahr 1872 nahm das 10th Cavalry Regiment Quartier in Fort Gibson. Wenig später wurden Arbeiter in die Region geschickt, um die Missouri-Kansas-Texas Railroad von Baxter Springs, der ersten „Rinderstadt“ in Kansas, entlang der texanischen Grenze zum Übergang über den Red River bei Colbert’s Ferry zu bauen. Die Eisenbahn würde den Transport von Vieh und Fleisch in den Osten ebenso erleichtern wie den Transport von Waren nach Westen. Die Kavallerie wurde in Fort Gibson als Polizeitruppe für die Arbeitercamps stationiert. Die Soldaten versuchten, die Gefährdung durch Outlaws zu kontrollieren, den Zugriff der Weißen auf Indianerland, Stammesfehden und andere Probleme zu lösen. Die Größe der Garnison variierte in dieser Zeit.
Als 1888 die Kansas and Arkansas Valley Railway ihre Strecke durch die Gegend baute, begann die Stadt Fort Gibson sich zu entwickeln. Im Sommer 1890 verließ die Armee das Fort Gibson endgültig. Zwar lagerten gelegentlich Truppen an der Stätte des Forts, wenn Unruhen die Anwesenheit der Armee erforderte, doch expandierte die Stadt allmählich auch auf das frühere Militärgelände.

## Historic Site

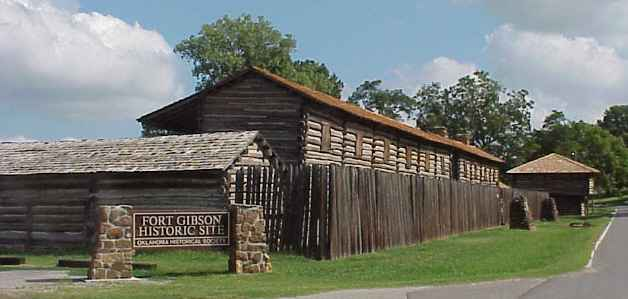
Fort Gibson im Jahr 2001

Die während der Amtszeit von Franklin D. Roosevelt aufgestellte Works Projects Administration rekonstruierte in den 1930er Jahren die meisten oder alle Gebäude des Forts. Die Arbeiten waren Teil der Denkmalpflege und Aufbauarbeiten, die von der Bundesregierung der Vereinigten Staaten bezahlt wurden, um die Folgen der Weltwirtschaftskrise zu überwinden. Im Dezember 1960 wurde Fort Gibson zur National Historic Landmark erklärt. Seit Oktober 1966 ist Fort Gibson als Historic District im National Register of Historic Places eingetragen.
Das alte Fort lag im Bereich von Lee Street und Ash Street in der heutigen Stadt Fort Gibson. Die Stätte wird von der Oklahoma Historical Society der Öffentlichkeit zugänglich gemacht. Sie umfasst eine Rekonstruktion des frühen Blockhausforts, originale Gebäude aus der Zeit von den 1840er bis 1870er Jahren und ein Besucherzentrum, dem ein Museum angeschlossen ist, das die Geschichte des Forts zeigt.
Der Fort Gibson National Cemetery liegt einige Kilometer entfernt.

## Verwendete Literatur
- Grant Foreman: The Centennial of Fort Gibson. In: Chronicles of Oklahoma. 2:2, Juni 1924, S. 119–128.
- Murial H. Wright, George H. Shirk, Kenny A. Franks: Mark of Heritage. Oklahoma Historical Society, Oklahoma City 1976.